# بندیکت دال
بندیکت دال (انگلیسی: Benedikt Doll؛ زادهٔ ۲۴ مارس ۱۹۹۰) ورزشکار دوگانه و از برندگان مدال‌های بازی‌های المپیک زمستانی ۲۰۱۸ اهل آلمان است.